# Megalomys
Megalomys là một chi động vật có vú trong họ Cricetidae, bộ Gặm nhấm. Chi này được Trouessart miêu tả năm 1881. Loài điển hình của chi này là Mus pilorides (Desmarest, 1826 = Mus desmarestii Fischer, 1829).

## Hình ảnh

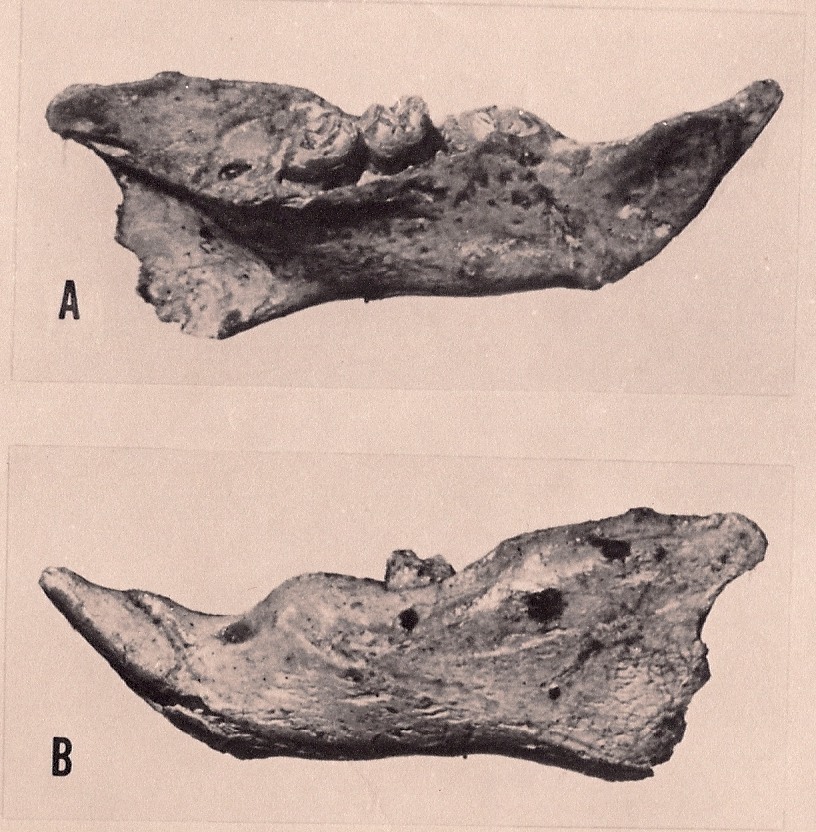
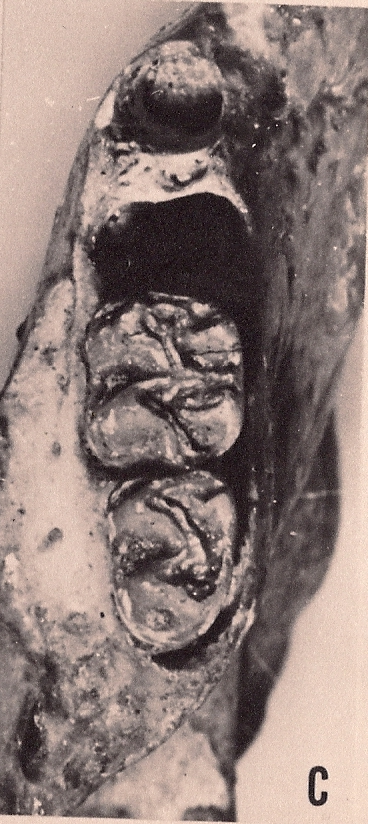
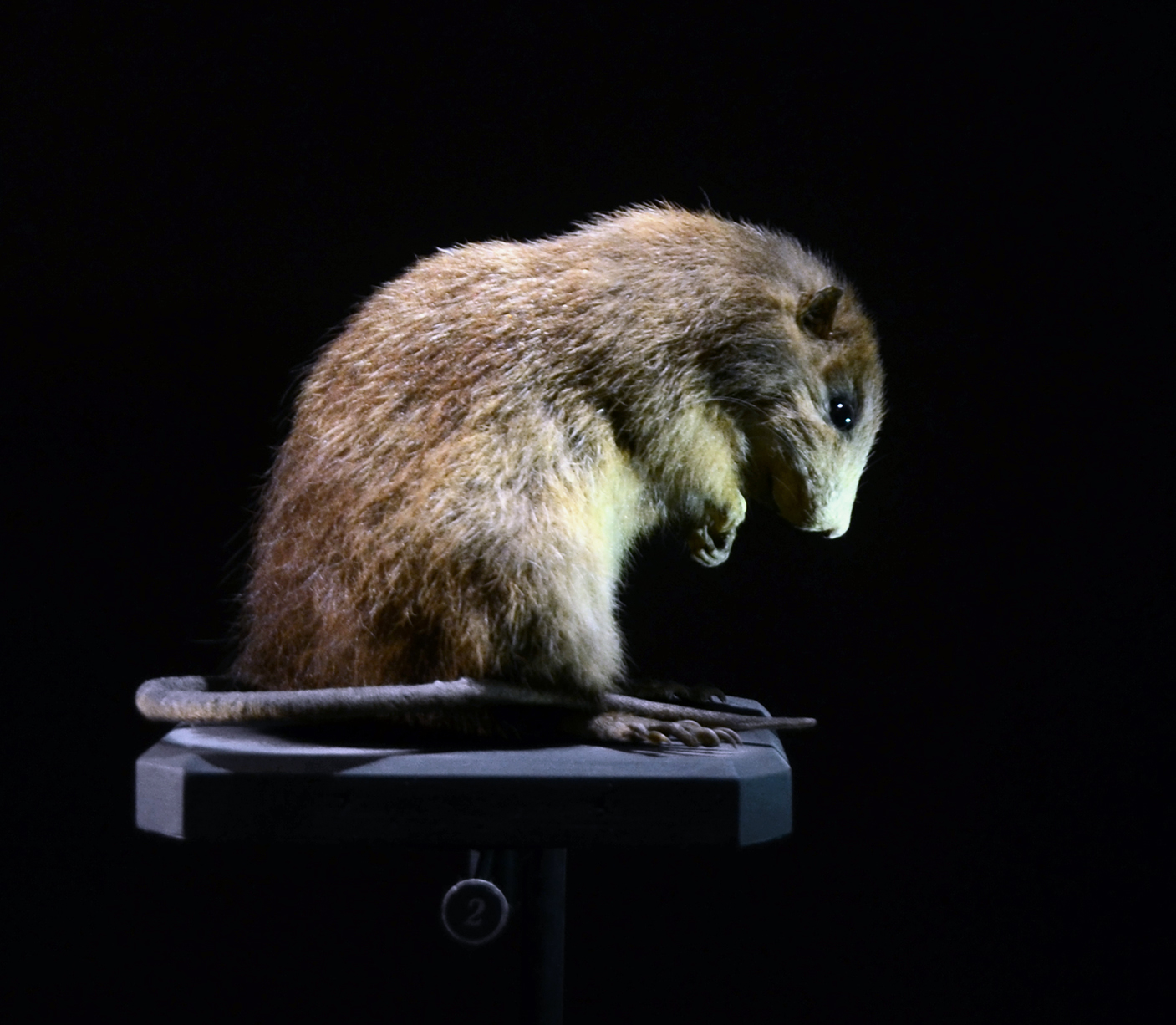

## Các loài
Chi này gồm các loài: